# Hospital Zonal General de Agudos Dr. Lucio Meléndez
El Hospital Lucio Meléndez es un hospital provincial público ubicado en Adrogué, en el sur del Gran Buenos Aires. Debe su nombre a Lucio Meléndez. 
Al año 2018, contaba con 168 camas operativas. Junto con el Hospital Oñativia, es uno de los principales centros de salud públicos del municipio de Almirante Brown.